# علم أمراض النساء
إن علم أمراض النساء هو جزء من علم الأمراض الذي يتناول بالأخص دراسة الأمراض التي تصيب الجهاز التناسلي للمرأة وتشخيصها، وإن الطبيب الذي يمارس علم أمراض النساء يدعى أخصائي أمراض النساء، وينبع هذا المصطلح من اللغة اليونانية فالمقطع الأول (Gyno) يعني المرأة والمقطع الثاني (ology) يعني دراسة.